# Huancayo
Huancayo je město ve středním Peru, hlavní město regionu Junín. Nachází se v nadmořské výšce 3259 metrů. Podle odhadu z roku 2015 zde žilo 364 725 obyvatel. Oblast byla původně osídlena lidmi z kmene Huanca. Kolem roku 500 př. n. l. se stali součástí říše Wari. V roce 1460 byl region začleněn do Incké říše. Z města pochází například výtvarník Josué Sánchez či zpěvačka Damaris. Ve městě se nachází několik univerzit, včetně Universidad Peruana Los Andes.